# Highway (2002, Xavier Koller)
Highway ist ein internationaler Eventfilm von Regisseur Xavier Koller aus dem Jahr 2002. Der im 70-mm-Film-Format gedrehte Eventfilm mit fiktiver Handlung wurde exklusiv für die Vorführung in Motion-Simulator-Kinos konzipiert. 
Seine Uraufführung erlebte der Film 2002 im Themenpark Autostadt bei Wolfsburg.

## Handlung
Die Filmhandlung nimmt sich zu Beginn des Films gleich selbst auf die Schippe: Nachdem das Publikum auf den Sitzen in der Vorführkabine Platz genommen hat, scheint der Film wegen technischer Probleme nicht starten zu können. Auf der Leinwand (die bei Motion-Simulator-Kinos mit dem Blick aus der Frontscheibe eines LKWs verglichen werden kann), aus Zuschauersicht also vor der Vorführkabine, erscheint ein etwas trottliger junger Mechaniker (Hardy Krüger Jr.). Weil dieser genervt mit dem Fuß gegen die Leinwand tritt, erwacht die Kinokabine selbst zum Leben. Sie attackiert den Mechaniker und verfolgt ihn mit einer wilden Verfolgungsjagd durch Hauswände und den Themenpark, den das Publikum bei der Anreise zum Kino vor wenigen Minuten selbst erlebt hat. Selbst ein Sprung ins Wasser kann den Mechaniker nicht retten, die Kino-Kabine taucht ihm nach und lässt sich erst besänftigen, nachdem der Mechaniker zu einem Trick greift.

## Produktionsnotizen
Gedreht wurde der Film im 70-mm-Film-Format. Bedingt durch den Einsatzzweck in einem Motion-Simulator-Kino mussten dabei die Bewegungen der Arri 765-Kamera bereits beim Dreh mit der später hinzukommenden Programmierung der sechs hydraulisch-gesteuerten Achsen erfolgen, auf den sich der gesamte Kinoraum mit einer Kraft von über 6 Tonnen über drei Achsen auf alle Seiten bewegen ließ. Entwickelt wurde das 70MM in Paris und London, die Programmierung erfolgte in Kanada und Los Angeles. Die Feinabstimmung erfolgt vor Ort im Kino.
Die Dreharbeiten sorgten in der Presse nicht nur wegen der prominenten Beteiligten (David Nowell kam direkt vom Dreh des US-Blockbusters Pirates of the Carribean, wo er für die Helikopteraufnahmen verantwortlich zeichnete) für Aufregung, sondern auch weil am dritten Drehtag ein Stück Wand in einem modernen Hochhaus durch eine Kulisse ersetzt und als Teil der Verfolgungsjagd gesprengt wurde. Die seit Wochen im Voraus geplante und vorbereitete Sprengung fand zeitnah zu den Terror-Anschlägen 2001 in New York statt und bot darum bis zu einer eilig versandten öffentlichen Pressemeldung Anlass für Spekulationen.
Der von Komponist Dan Licht komponierte Soundtrack des Films wurde in Los Angeles eingespielt und in den Wilshire Stages in Hollywood zusammen mit dem Sounddesign und der Tonspur fertiggestellt.

## Distribution
Highway wird exklusiv im Themenpark Autostadt bei Wolfsburg in den speziell dazu vorgesehenen Ride-Simulator-Kinos vorgeführt. Aufgrund der Bewegungen des Zuschauerraumes im Kino, die wesentlicher Bestandteil von Dramaturgie, Handlung und des Zuschauererlebnisses sind, besteht keine Möglichkeit, den Film auf DVD oder Bluray zu sehen. Allerdings wurde der Herstellungsprozess mit einem Making-of-Video der Produktionsfirma Condor Films dokumentiert.